# Tudor Collins
Tudor Washington Collins (Towai, Northland, 9 marzo 1898 – Auckland, 22 giugno 1970) è stato un fotografo neozelandese.

## Biografia
Nato nella regione del Northland in Nuova Zelanda nel 1898 da genitori poveri, è divenuto famoso per la produzione sterminata di fotografie, molte delle quali in negativo, riguardanti la vita sociale neozelandese degli anni '30-'60 in tutti i suoi aspetti e dettagli e che sono custodite principalmente nel Warkworth & District Museum di Auckland (dove morì nel 1970).
La passione per la fotografia lo conquistò a 15 anni di età, quando ricevette la prima macchina fotografica, e col tempo divenne un fotografo spesso presente nei rotocalchi del The New Zealand Herald con le sue foto su molti eventi.
Partecipò anche alla Seconda guerra mondiale come ufficiale nella marina, mentre nella prima la guerra finì prima che potesse essere dispiegato a livello operativo al fronte.
Molte delle sue migliaia di fotografie (tra cui gli oltre 10.000 negativi) sono disponibili su Wikimedia Commons con licenza Creative Commons con solo-attribuzione.

### Galleria d'immagini

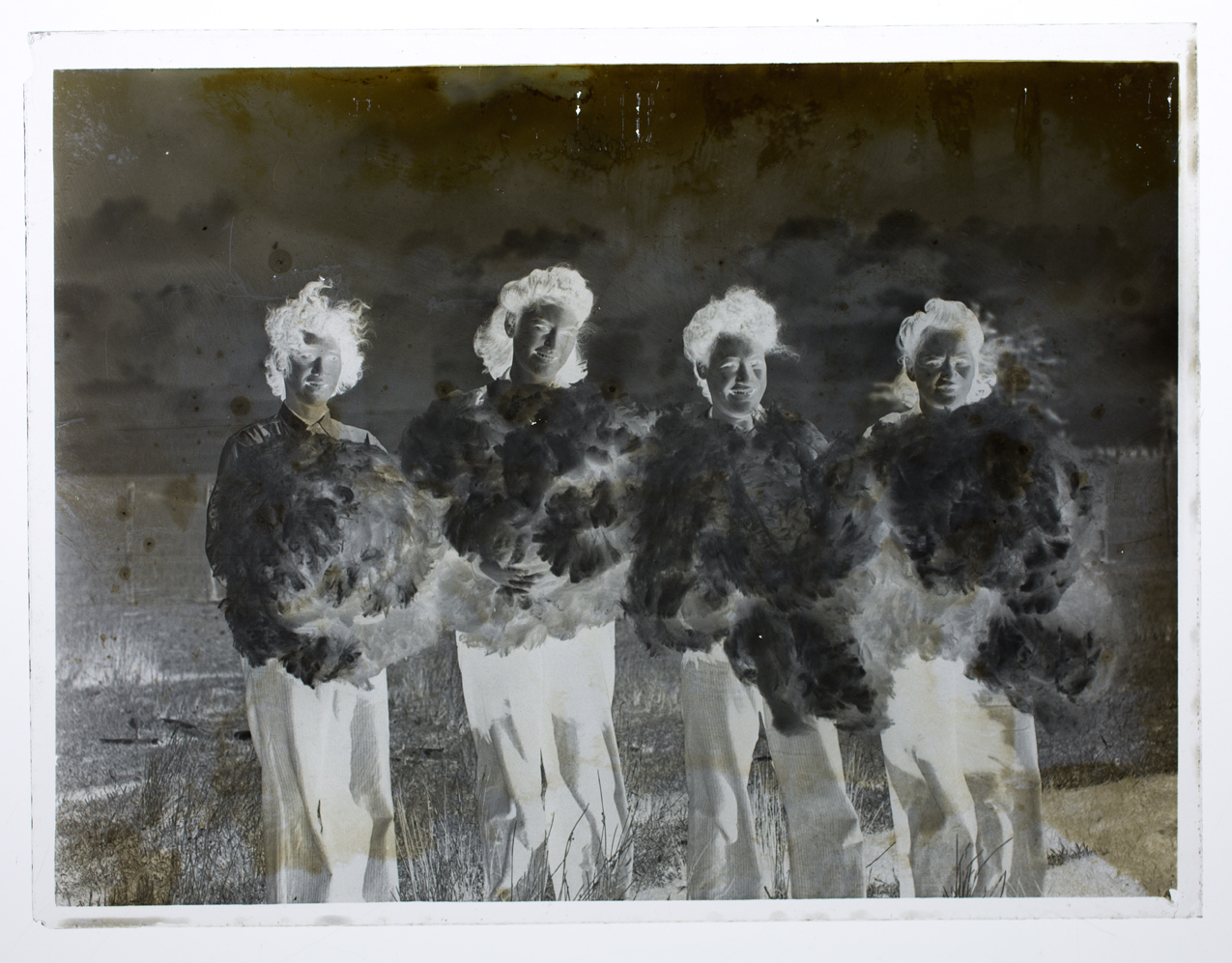
Quattro donne con della lana tosata in mano
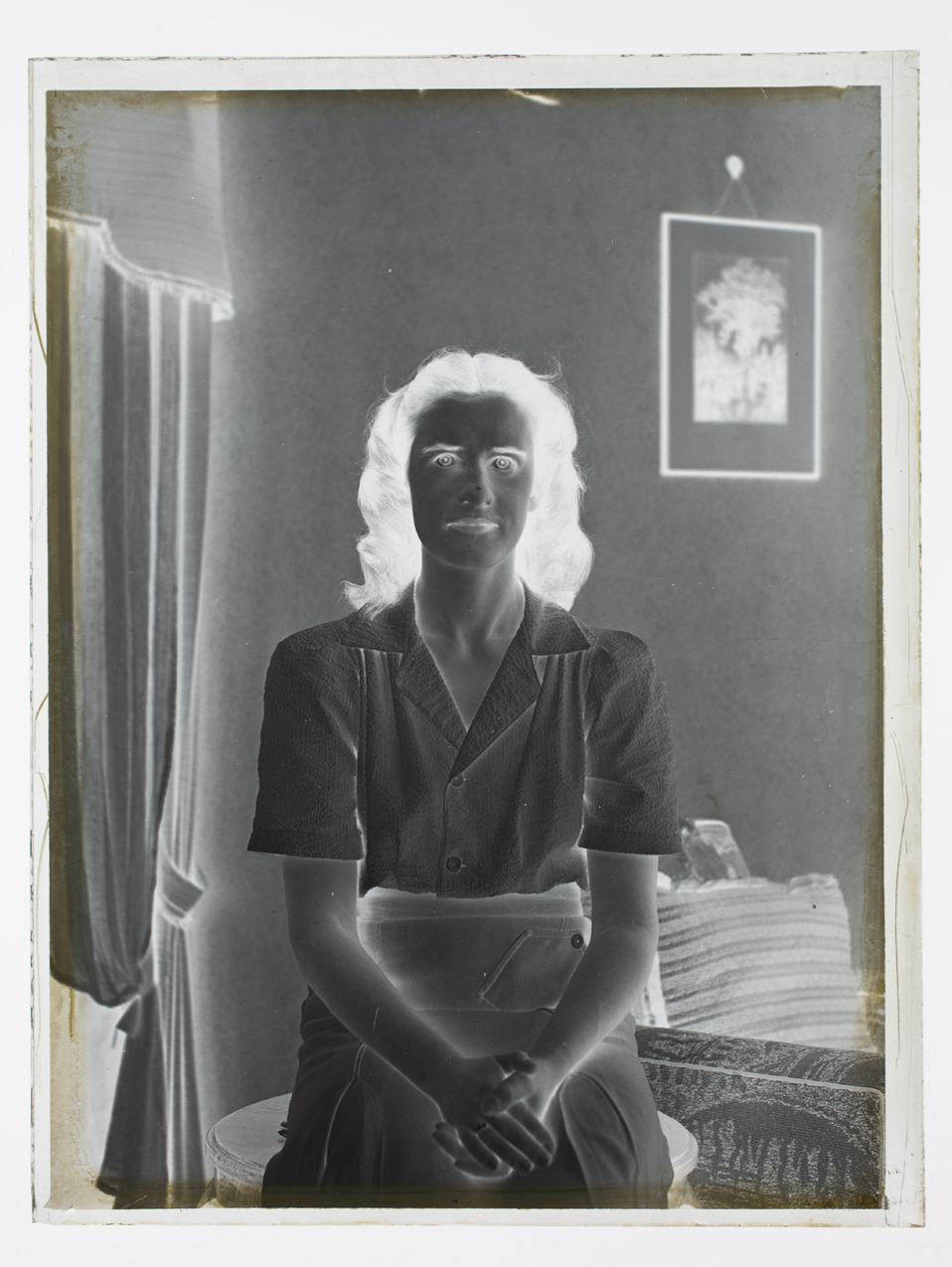
Ritratto di giovano donna con capelli neri seduta
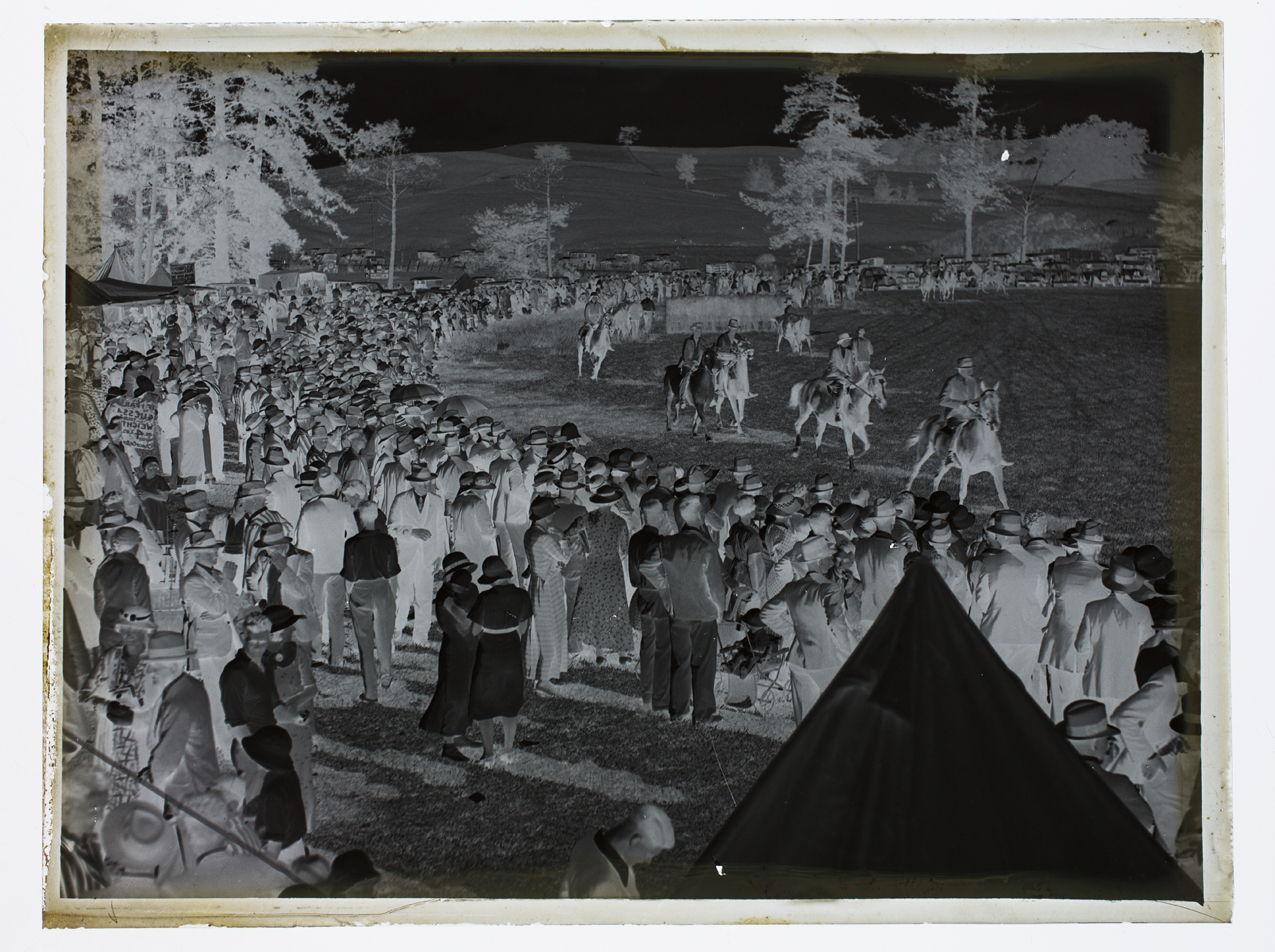
Pubblico che assiste a una corsa di cavalli
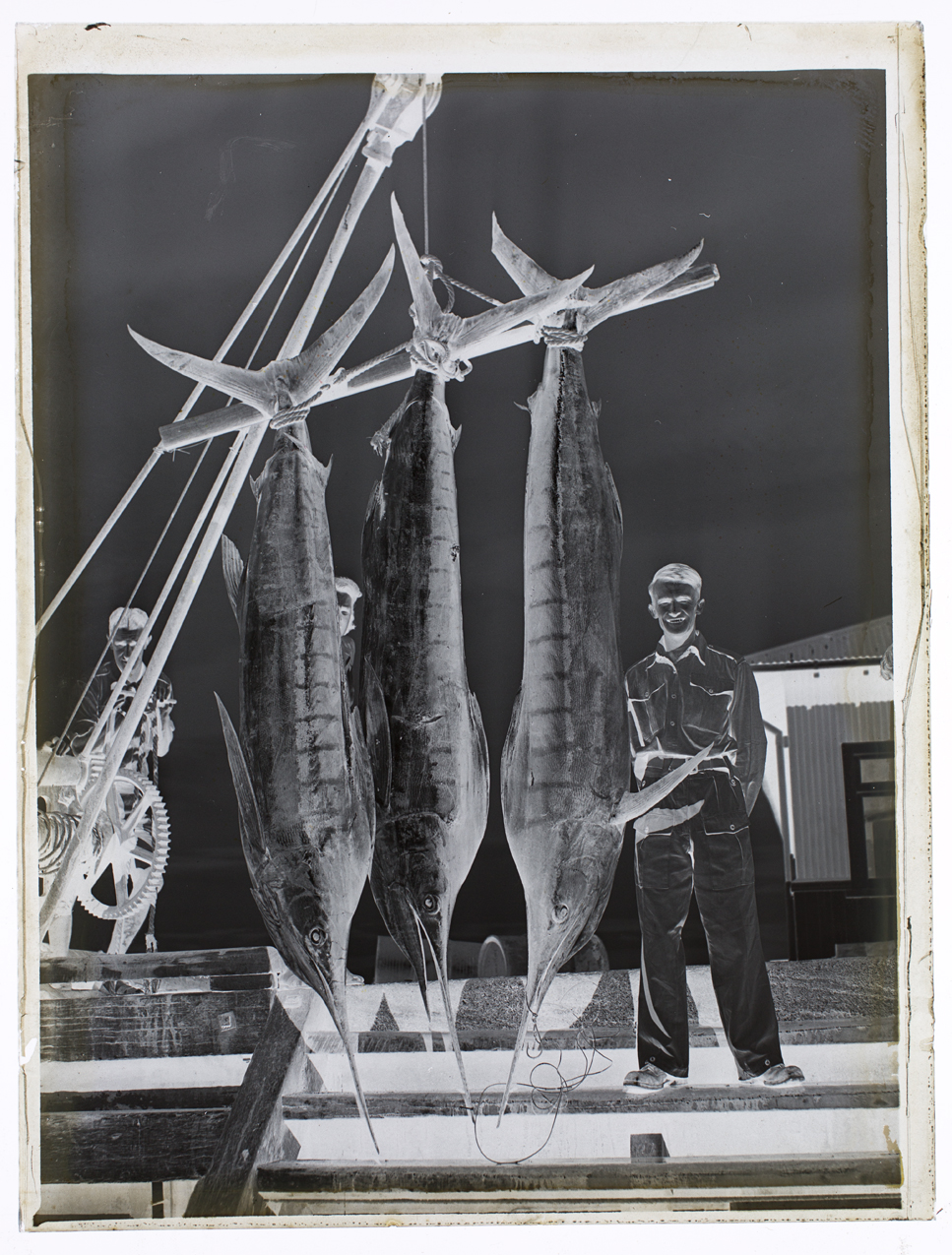
Un uomo accanto a tre marlin appesi